# (12583) Buckjean
(12583) Buckjean (1999 RC35) – planetoida z grupy pasa głównego asteroid okrążająca Słońce w ciągu 5,15 lat w średniej odległości 2,98 j.a. Odkryta 11 września 1999 roku.